# Rhyacophila neograndis
Rhyacophila neograndis là một loài Trichoptera trong họ Rhyacophilidae. Chúng phân bố ở miền Tân bắc.